# شهرستان ژنکانگ
شهرستان ژنکانگ (به لاتین: Zhenkang County) یک شهرستان‌های جمهوری خلق چین در چین است که در لینکانگ واقع شده‌است. شهرستان ژنکانگ  ۱۵۴٬۲۱۷ نفر جمعیت دارد.